# Упрощённый технический язык
Упрощённый техни́ческий язы́к — ограниченная версия естественного языка, созданная для достижения следующих задач:
- упрощение технической документации для понимания;
- устранение двусмысленности технической документации;
- упрощение для понимания людьми, родной язык которых не является языком документа;
- облегчение процесса и снижение стоимости перевода подобной документации на другие языки.

Является разновидностью контролируемых языков.

## Примеры
- Caterpillar Fundamental English (CFE);
- Caterpillar Technical English (CTE);
- International Language of Service and Maintenance (ILSAM);
- AECMA Simplified English (с 2005 года ASD-STE100);
- GIFAS Rationalised French;
- Attempto Controlled English;
- Common Logic Controlled English;
- Gellish;
- E-Prime;
- Bull Global English;
- Xerox Multilingual Customized English;
- Perkins Approved Clear English (PACE);
- General Motors Global English;
- Alcatel COGRAM;
- Kodak International Service Language;
- IBM Easy English;
- Scania Swedish;
- Sun Controlled English;
- Oracle ORACAL
- Упрощённый технический русский